# Домодідовський міський округ
Міський округ Домодєдово (рос. Городской округ Домодедово) — створене в 2005 році на півдні Московської області Росії муніципальне утворення, яке включило в себе всі населені пункти і аеропорт «Домодєдово» скасованого пізніше Домодедовского району.
Адміністративний центр — в місті Домодєдово. Населення — 158 581 чол. (2016). 150 населених пунктів.

## Географія
Площа території муніципального освіти становить 81 834,1 га. Міський округ Домодєдово межує на півночі з Ленінським районом, на заході з міським округом Подольськ і Чеховським районом, на сході з Раменським і на півдні з Ступинський муніципальними районами Московської області.